# Serapion von Thmuis
Serapion (Sarapion) von Thmuis „der Entflammte“ (hebr. - griech.) (* ca. 300 n. Chr.; † ca. 370 n. Chr. in Thmuis) war ein christlicher Theologe, Bischof von Thmuis in Unterägypten und Heiliger.
Serapion unterhielt gute Beziehungen zu Antonius dem Großen und Athanasius. Er förderte wie diese das Mönchtum.
Im Arianischen Streit stellte er sich auf die Seite von Athanasius. Er war auch als theologischer Autor tätig und verfasste eine Polemik gegen die Manichäer.
Des Heiligen Serapions wird in der römischen Kirche am 21. März gedacht, in der koptischen Kirche am 7. März.